# Lost Country
Lost Country (engl. für „Verlorenes Land“) ist ein Filmdrama von Vladimir Perišić. In seinem zweiten Spielfilm, der autobiografische Elemente aufweist, zeigt der Regisseur einen in den 1990er Jahren in Belgrad lebenden Teenager, dem irgendwann inmitten der Studentenproteste gegen Slobodan Milošević bewusst wird, dass seine geliebte Mutter für das Regime tätig ist, gegen das er wegen einer Wahlfälschung gerade protestiert. Lost Country ist eine Koproduktion von Serbien, Frankreich, Kroatien und Luxemburg und feierte im Mai 2023 bei den Filmfestspielen in Cannes seine Premiere.

## Handlung
1996 in Belgrad, inmitten der Jugoslawienkriege, kommt es in der Stadt zu Unruhen. Stefan ist ein Teenager und demonstriert bei den Studentenprotesten gegen das Milošević-Regime, nachdem dieses nach dem Sieg der Oppositionspartei bei den Wahlen die Ergebnisse verfälscht. Die Eltern des 15-Jährigen sind überzeugter Milošević-Anhänger. Als ihm bewusst wird, dass seine geliebte Mutter Marklena Sprecherin und damit eine Komplizin dieser korrupten Regierung und der sozialistischen Partei Serbiens ist, gegen die er und seine Freunde sich auflehnen, und sich sich sogar gemeinsam mit der Polizei an Plänen beteiligt, die gegen die Demonstrierenden gerichtet sind, findet sich Stefan in einem Dilemma wieder. Mit seinem besten Freund Milan kann er nicht darüber reden, dass seine Mutter womöglich in den Wahlbetrug verwickelt ist.

## Produktion

### Regie und Drehbuch
Regie führte Vladimir Perišić, der gemeinsam mit der Französin Alice Winocour auch das Drehbuch schrieb. Es handelt sich bei Lost Country um Perišićs zweiten Spielfilm nach seinem Kriegsdrama Ordinary People von 2009, das in Cannes in der Semaine de la Critique gezeigt wurde. Er schrieb auch für Ordinary People das Drehbuch zusammen mit Winocour. Sie beide besuchten die Filmschule La Fémis in Paris.
In Slobodan Miloševićs Amtszeit und damit dem Zeitraum, in dem die Handlung des Films spielt, fallen unter anderem die Jugoslawienkriege, zu deren Beginn der Regisseur im Alter seines Protagonisten Stefan war. Milošević wurde nach langanhaltenden Protesten und Massendemonstrationen im Oktober 2000 durch einen Volksaufstand gestürzt. Perišićs Mutter war in diesen Jahren in dieser äußerst patriarchalischen serbischen Gesellschaft als Politikerin aktiv. Der 1976 in Belgrad geborene Perišić nahm selbst auch an den Protesten in den Jahren 1996 und 1997 teil, insofern weist Lost Country ein klares autobiografisches Element auf. Der damals 19-Jährige war mit der Politik seiner Mutter nicht einverstanden, die Mitglied der Partei von Milošević war. „Für die meisten Menschen waren die Demonstrationen eine Art Karneval, eine Party, aber für mich war es nicht so entspannt“, erinnert sich der Regisseur. „Aber ich weiß, dass die Proteste mich befreit haben. Es wäre für mich viel schwieriger gewesen, meiner Familie die Stirn zu bieten und Abstand zu gewinnen und mein Leben selbst in die Hand zu nehmen, wenn es nicht diese kollektive Rebellion gegeben hätte, die für mich der Auslöser war, mich selbst zu revolutionieren“, so Perišić.
Über seinen Ansatz beim Filmemachen sagte Perišić: „Ich versuche, die Gewalt in der serbischen Gesellschaft zu analysieren und zu diagnostizieren.“ Diese Gewalt habe es dort schon immer gegeben, was er auch mit seinem ersten Film Ordinary People, der die Kriegsverbrechen der 1990er Jahre weniger erzählerisch und eher beobachtend thematisiert, zeigen wollte. Mit Lost Country wollte er die Kontinuität des Autoritarismus zeigen, der eigentlich unbewusst erfolgt und nicht eine rationale, absichtliche Entscheidung der Politiker ist: „Ich habe das Gefühl, dass sich die Situation in der serbischen Gesellschaft nie ändert: Wer an der Macht ist, regiert autoritär. Dieses gesamte orthodoxe christliche Patriarchat mit seiner Abhängigkeit von der Vaterfigur ist im Wesentlichen autoritär.“

### Besetzung und Dreharbeiten

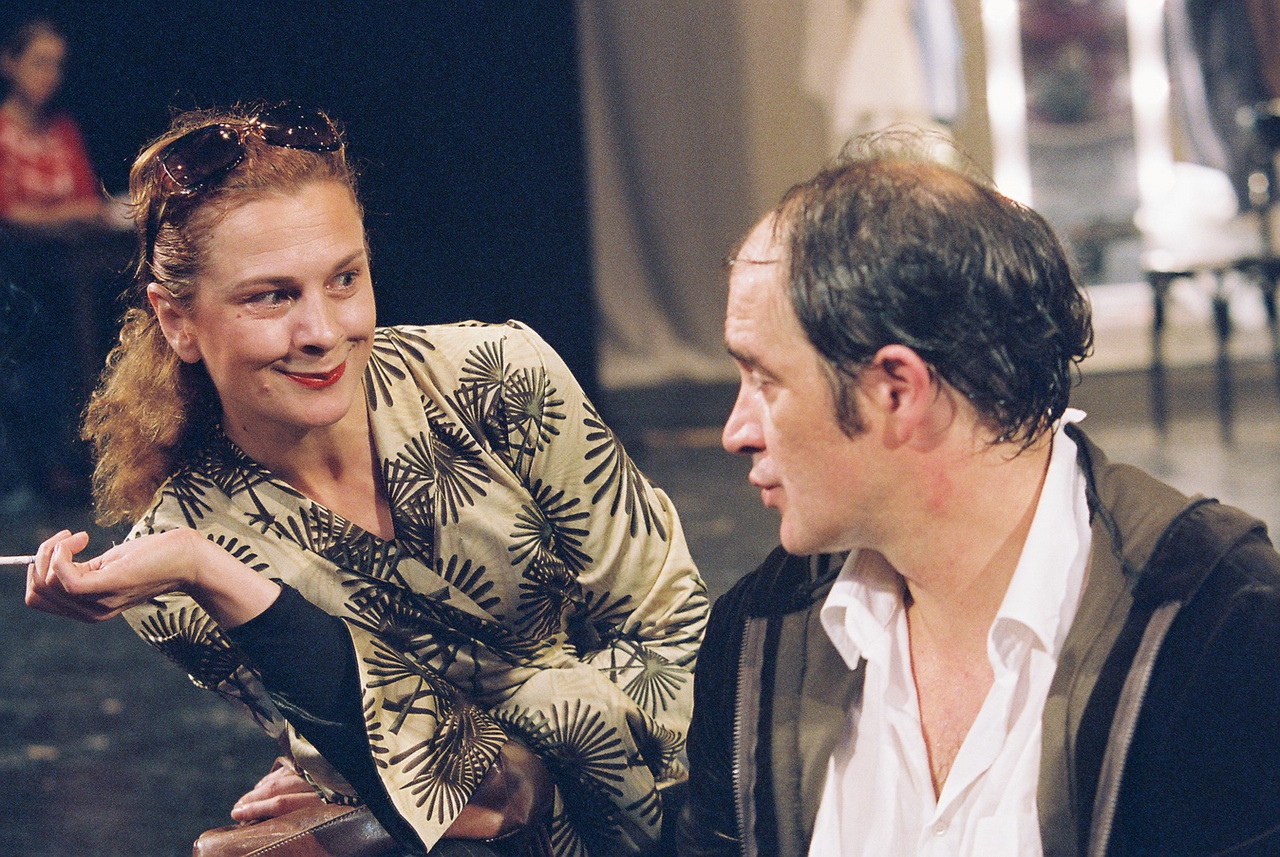
Jasna Đuričić und ihr Ehemann Boris Isaković stehen regelmäßig gemeinsam auf der Bühne und vor der Kamera

Der Nachwuchsdarsteller Jovan Ginić spielt den 15-jährigen Stefan. Er gibt in dieser Rolle sein Schauspieldebüt. Der Regisseur fand Ganić während der Casting-Phase beim Besuch eines Wasserballclubs. Die bekannte serbische Theaterschauspielerin Jasna Đuričić spielt Stefans Mutter Marklena, die als Sprecherin der korrupten Regierung fungiert. Đuričić, die seit einigen Jahren vermehrt auch in Filmen spielt, wurde für ihre Rolle in dem Kriegsdrama Quo Vadis, Aida? von Jasmila Zbanic, das den Völkermord von Srebrenica behandelt, 2021 mit dem Europäischen Filmpreis ausgezeichnet. Ihr Ehemann Boris Isaković ist in einer weiteren größeren Rolle als Stefans Literaturlehrer zu sehen. Sowohl Đuričić als auch Isaković spielten in Perišićs Kurzfilm Dremano oko aus dem Jahr 2003. Miodrag Jovanović spielt Stefans besten Freund Milan. Ganić hatte Jovanović zum Casting mitgebracht, und sie sind auch im wahren Leben beste Freunde. Ana Simeunović spielt Hana, ein Mädchen aus Stefans Schule. Ein weiterer im Film spielender Laiendarsteller ist Lazar Kocić.
Die Dreharbeiten fanden ab Dezember 2022 bis zum Frühjahr 2023 statt. Die Aufnahmen entstanden in Belgrad, unter anderem an der Vladislav-Ribnikar-Schule im Zentrum der Stadt. An dieser Schule kam es nur zwei Monate nach Ende der Dreharbeiten zu einem Amoklauf, bei dem ein 13-Jähriger mit der Waffe seines Vaters zehn Menschen tötete, darunter den Wachmann der Schule und neun seiner Mitschüler. Die Kamerafrauen Sarah Bloom und Louise Botkay drehten Lost Country auf 16-mm-Film. Der Regisseur erklärte zu dieser Entscheidung: „Ich mag keine Filme, die historische Rekonstruktionen sind; sie haben etwas Antiquiertes an sich.“ Perišić wollte, dass Lost Country wie ein Dokumentarfilm aussieht, der im Hier und Jetzt des Jahres 1996 gedreht wurde, weshalb er den 16-mm-Film wählte.

### Veröffentlichung
Die Premiere von Lost Country erfolgte am 22. Mai 2023 bei den Filmfestspielen in Cannes, wo der Film in der Nebensektion Semaine de la critique gezeigt wurde. Im Juli 2023 wurde der Film beim Jerusalem Film Festival und Ende des Monats beim New Horizons International Film Festival gezeigt. Im August 2023 wurde Lost Country beim Sarajevo Film Festival vorgestellt. Ende September, Anfang Oktober 2023 wurde der Film beim Filmfest Hamburg gezeigt und im Oktober 2023 beim Chicago International Film Festival. Im November 2023 erfolgten Vorstellungen beim Tallinn Black Nights Film Festival und beim Filmfestival Cottbus. Im März 2024 wurde er beim Vilnius International Film Festival vorgestellt. Im März und April 2024 wurde er im Rahmen des One World International Human Rights Film Festivals in 48 Städten in Tschechien gezeigt. Im April 2024 wurde der Film im Rahmen der Reihe New Directors / New Films gezeigt, einem gemeinsamen Filmfestival des New Yorker Museum of Modern Art und der Film Society of Lincoln Center, und Ende April, Anfang Mai 2024 bei Crossing Europe. Im September 2024 sind Vorstellungen beim Internationalen Filmfestival „Film ohne Grenzen“ geplant.

## Auszeichnungen
Athens International Film Festival 2023
- Nominierung als Bester Spielfilm im Internationalen Wettbewerb (Vladimir Perišić)[23]

Chicago International Film Festival 2023
- Nominierung im New Directors Competition[16]

Cleveland International Film Festival 2024
- Nominierung im George Gund III Memorial Central and Eastern European Film Competition[24]

Crossing Europe 2024
- Nominierung im YAAAS! Competition[25]

El Gouna Film Festival 2023
- Nominierung für den Arab Critics’ Award for European Films[26]

Internationale Filmfestspiele von Cannes 2023
- Nominierung für den Grand Prix der Semaine de la critique (Vladimir Perišić)
- Auszeichnung mit dem Louis Roederer Foundation Rising Star Award (Jovan Ginić)[27]

Jerusalem Film Festival 2023
- Nominierung für den In Spirit for Freedom Award (Vladimir Perišić)

Mostra de València – Cinema del Mediterrani 2023
- Auszeichnung für das Beste Drehbuch (Vladimir Perišić und Alice Winocour)[28]

Prix Lumières 2024
- Nominierung als Beste internationale Koproduktion[29]

Pula Film Festival 2024
- Lobende Erwähnung als Bester Nebendarsteller bei der Goldenen Arena (Duško Valentić)[30]

São Paulo International Film Festival 2023
- Nominierung im New Directors Competition (Vladimir Perišić)[31]

Sarajevo Film Festival 2023
- Nominierung im Feature Film Competition
- Auszeichnung als Bester Schauspieler (Jovan Ginić)[14][32]

Trieste Film Festival 2024
- Nominierung im Spielfilmwettbewerb
- Lobende Erwähnung als Bester Schauspieler im Wettbewerb (Jovan Ginić)[33][34]

Zagreb Film Festival 2023
- Nominierung im Hauptwettbewerb[35]